# Isoetes mexicana
Isoetes mexicana là một loài dương xỉ trong họ Isoetaceae. Loài này được Underw. mô tả khoa học đầu tiên năm 1888.